# بابي أباد (حومة انديمشك)
بابي أباد (بالفارسية: پاپی‌آباد) هي قرية تقع في إيران في منطقة مركزية ريفية. يقدر عدد سكانها بـ 132 نسمة بحسب إحصاء 2016.